# Rolf Lindholm
Rolf Harald Lindholm, född 24 februari 1934 i Norberg, död 13 mars 2025, var juris doktor och minister vid utrikesdepartementet (UD). Han disputerade 1987 i internationell rätt på avhandlingen Sveriges neutralitet.
Lindholm var anställd i UD 1962–1995 och hade utlandsplaceringar i Alger, Bonn, Kairo, Bern, Paris, New York (FN-delegationen) och Nairobi.
Skrifter:
- Sveriges neutralitet (doktorsavhandling 1987)
- Sverige under kalla kriget: En dokumentsamling om Sveriges neutralitetspolitik (2000)
- Historiska platser: En resa genom Sverige (2003)
- Huvudlinjer i Dag Hammarskjölds Vägmärken (2006)
- Upptäcktsresor i Afrika (2007)
- Upptäcktsresor i Asien (2007)
- Upptäcktsresor i Amerika (2007)
- Upptäcktsresor i Oceanien, Arktis och Antarktis (2007)
- Kalla kriget och Sverige (2008)
- Diplomatliv (2008)
- Neutraliteten (2008)
- Folkrätt och utrikespolitik (2008)
- Räddningsaktioner: Svenska insatser under andra världskriget (2009)
- Levande svensk litteratur: 800-1800 (2010)
- Huvudlinjer i Heliga Birgittas Uppenbarelser (2011)
- Levande svensk litteratur: 1800-talet (2011)
- Levande svensk litteratur: 1900-talet (2012)
- Levande svensk litteratur: Efter 1950 (2013)
- Utrikespolitik och historia (2014)
- Diplomatminnen - av svenska diplomater från 1942 till 2017 (2018).

Lindholm var medlem i Centerpartiet (Östermalmscentern) 1992–1994, kandidat för EU-motståndarna, tvärpolitisk rikslista i riksdagsvalet 1994, kandidat för Fria EU-kritiker i Europaparlamentsvalet 1995, startade det borgerliga och EU-kritiska partiet SverigeEntusiasterna 1996, och var kandidat för EU-motståndarna i Europaparlamentsvalet 2004.